# 關驥
關驥（？—？），字德甫，號粤良，廣東廣州府南海縣人，明朝政治人物。

## 生平
领萬曆二十二年（1594）甲午乡荐，三十二年甲辰成进士，初授全椒知县。三十四年丙午分较南闱，台使交章荐之。值织造太监横征，骥力庇其民，坐此贬量移嘉兴郡丞。时有海寇，骥搜兵扞御，寇遂靖。有奴杀主远窜，骥从二千里外迹获之，磔于市，郡颂神君。四十年壬子当入计，郡邑并缺，骥以一人总六篆，听决如流。四十一年癸丑擢比部郎，奉敕谳狱江南，平反者数百人，壅滞一空。迁知宁国府。天启二年以卓异擢副使，督学广西。当轴有求贿者，骥遂解组归。卒年七十六，祀郡邑乡贤。

## 家族
曾祖关泰，壽官。祖父关潭。父关于參。母吳氏，繼母蘇氏。慈侍下。弟骏、驿、驹。娶何氏，繼娶吳氏、曾氏。